# EP09

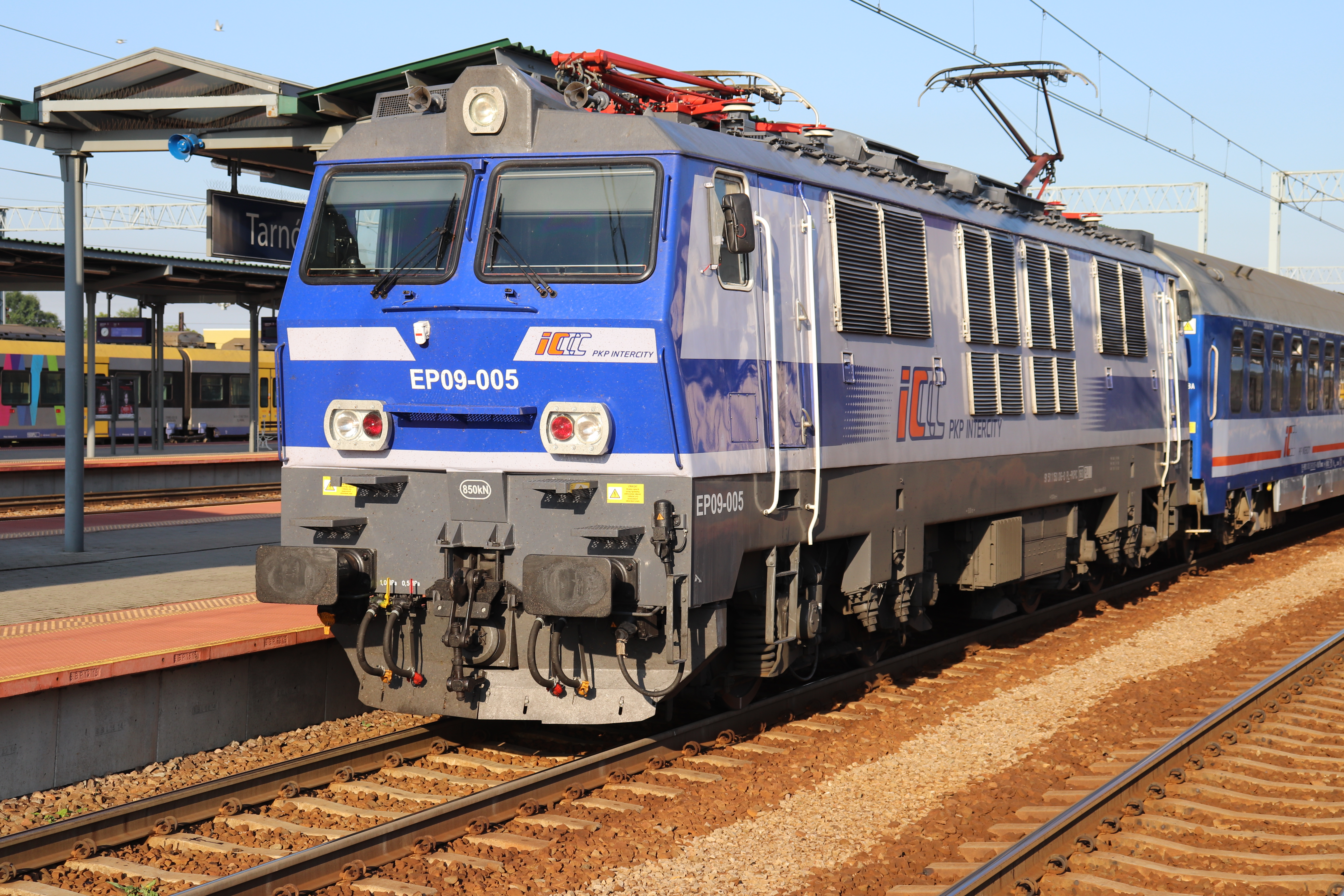
EP09 005

EP09 (cod Pafawag 104E) este o locomotivă poloneză fabricată de Pafawag Wrocław.

## Accidente și incidente
Locomotiva EP09 cu numărul 005 a fost distrusă în Accidentul feroviar de la Szczekociny din 2012.

## Vezi și
- Accidentul feroviar de la Szczekociny din 2012